# Teodor Râșcanu
Teodor Râșcanu (Rășcanu, Rîșcanu), numit și Toderiță, (n. 1813 – d. 1867 la Drăgușeni) a fost un revoluționar român de la 1848,  unul din adversarii de seamă ai domnitorului Mihail Sturdza din Moldova.

## Familia
Toderiță Râșcanu aparține unui neam cu rădăcini în vremea descălecătorului Bogdan I căruia Gheorghe Ghibănescu i-a consacrat volumul X al seriei sale „Surete și Izvoade”. În acest volum a fost publicat arborele genealogic al familiei, care ulterior a fost completat de istoricul Gheorghe G. Bezviconi iar apoi actualizat în anul 2020. Veche familie de boieri moldoveni, familia Râșcanu este înrudită cu familii precum Cantacuzino, Sturdza, Ghica, Miclescu, Cuza, Lambrino, Costin și Neculce. Teodor era cel mai mic din cei patru copii ai vornicului Iordache Râșcanu și al Paraschivei Lambrino. Iordache Râșcanu a făcut parte din delegația de boieri trimisă la Constantinopol în primăvara anului 1822 pentru a cere Înaltei Porți domni pământeni. După lunga perioadă fanariotă, această acțiune a adus din nou domni pământeni, atât în Țara Românească cât și în Moldova, Iordache Râșcanu fiind el însuși candidat la domnie  . În timpul domniei lui Ioniță Sandu Sturdza, noul domnitor pământean, Iordache Râșcanu se va bucura de o poziție foarte înaltă fiind căftănit vornic al Țării de Sus și membru al Divanului domnesc. În 1825 a fost numit de domnitor președinte al departamentului „criminalului ... fiind cu priveghere pentru ceilalți boieri giudecători“. La vârsta de 14 ani Toderiță își pierde tatăl, mama rămânând văduvă cu doi copii minori. Fratele cel mai mare, Alexandru, era deja înzestrat și boierit cu pitacul de spătar, iar sora Zamfira tocmai era și ea înzestrată, se căsătorise cu Lascăr Kostaki, nepotul mitropolitului Veniamin Kostaki. La sfatul mitopolitului, mama îl trimite pe Iosif, fratele mijlociu, în preoție. Pe mezinul Toderiță, dragul ei, îl ține acasă să se deprindă cu rosturile gospodărești, să capete dragoste de Drăgușeni, moșia părintească, pe care avea să i-o lase numai lui. Nu-l dă la școală căci grecește și franțuzește știa de la părinți iar carte învață acasă de la popa din sat.

## Activitatea politică

### Perioada unionistă
În mișcările premergătoare revoluției de la 1848, Teodor Râșcanu, nemulțumit cu politica economică și fisclă a domnitorului Mihail Sturdza, a dus o îndrăzneață activitate potrivnică. În 1843, la Iași, împreună  cu vărul său Grigore Cuza și prietenul Nicolae Istrati, răspândește manifeste incendiare împotriva domnitorului. A fost membru și secretar al Asociației Patriotice, care avea ca membri printre alții și pe nepotul său de văr, viitorul domnitor Alexandru Ioan Cuza, pe  Toader Sion, Tucitide Dormuz, Grigore Cuza, Vasile Mălinescu, Grigore Carp și D. Miclescu. Asociația cuprindea toate orașele Moldovei cu centrul în Vaslui, la moșia Holmu a lui Teodor Râșcanu, secretarul asociației și cel mai activ membru. Programul asociației cuprindea, printre altele, dezrobirea țiganilor și egalitatea juridică. În 1846, în numele boierilor, meșteșugarilor și țăranilor din Vaslui, împreună cu Toader Sion și Tucitide Dormuz, a adresat o jalbă curajoasă domnitorului Mihail Sturdza pentru modernizarea așezămintelor statului și mai ales împotriva noilor biruri aplicate micilor meșteșugari. Această acțiune, care „provoaca tulburări devenind periculoase liniștii țării“, i-a adus prigoana domnitorului, „desțărarea“, fuga prin Transilvania la Viena iar apoi refugiul la Paris.
Ca refugiat politic în capitala Franței, Toderiță participă activ la acțiunile Societății Studenților Români unde se împrietenește cu Nicolae Bălcescu, Costache Negri, Alexandru Catargiu, Nicolae Golescu, Ion Ghica, C.A. Rosetti și Dumitru Brătianu. Leagă prietenie și cu prominentele personalități Alphonse de Lamartine, Jules Michelet,  Edgar Quinet cu care împărtășește aceleași năzuințe patriotice și participă la acțiunile revoluționare din februarie 1848. Ia parte la memorabila întrunire din 8/20 martie 1848 în locuința de la Paris a lui Nicolae Bălcescu, în care muntenii și moldovenii hotărăsc începerea acțiunii revoluționare din Principate, formulând un program de revendicări, adevărat embrion al proclamației din iunie 1848. În martie 1848, după ce mare parte din compatrioți părăsiseră Parisul, se hotărăște și Toderiță să plece spre Moldova pentru a „ridica poporul“ la proteste împotriva domnitorului și mai ales pentru „oborârea“ Regulamentului Organic. Înainte de plecare, Lamartine i-a dat o scrisoare prin care îl recomandă consulului francez de la Iașipentru a-i întări poziția în fața lui Mihai Sturdza.
În drum spre Modova Toderiță participă la Adunarea Națională de la Blaj împreună cu Dumitru Brătianu, Gheorghe Sion și Lascăr Rosetti. Apoi trece granița clandestin în Moldova și trage la conacul prietenului său Vasile Ghica, și el opozant al domnitorului. De la acesta află că Mihail Sturdza a făcut o listă „de boieri dați peste graniță și cu intrarea oprită“ pe care este și el, Toderiță, împreună cu verii săi Ioan și Alexandru Cuza, Mihail Kogălniceanu, Grigore Balș, Alexandru Moruzi, Costache Negri și Sandu Miclescu. Fiind din nou căutat pentru a fi arestat renunță la drumul spre Iași și se duce pentru o zi la București. Aici se revede cu „camarade de Paris“ Bălcescu, Voinescu și Brătianu care îl prezintă membrilor noului guvern revoluționar, lui Gheorghe Magheru, Ion Heliade-Rădulescu, Christian Tell și Ion Câmpineanu. Se îndreaptă apoi spre Constantinopol unde își continuă pribegia și împreună cu Ion Ghica activează în interesul revendicărilor cerute de revoluționari. Prin rapoarte și memorii adresate înalților dregători otomani contribuie la subminarea lui Mihail Sturdza.
După căderea lui Mihail Sturdza și venirea în scaun a lui Grigore Alexandru Ghica, Toderiță se reîntoarce în Moldova unde se căsătorește cu grecoaica Penelopa Eliades, cu care se logodise la Constatinopol. Continuă să activeze pentru idealurile revoluționare, unirea Principatelor și pentru anularea Regulamentului Organic care impunea suzeranitatea Rusiei asupra Principatelor. În 1852, apreciind comportamentul său revoluționar și patriotic, noul domnitor îl numește vornic de aprozi iar în 1855 membru în Sfatul domnesc

### Perioada antiunionistă
Întreruperea între 1853 și 1854 a domniei lui Grigore Ghica, convins unionist, datorată ocupării Moldovei de către Rusia și pozițiile divergente în privința unirii, pro a Franței și contra a Austriei care a ocupat Bucureștiul în 1856, au slăbit mult poziția unioniștilor tabăra separatiștilor mărindu-se. În plus, antiunioniștii moldoveni considerau că dacă s-ar face unirea, Iașul, nemaifiind capitală, ar pierde din importană, „ar deveni un al doilea Hârlău”. Influențat și de prietenul său antiunionist N. Istrati, patriotul și revoluționarul Toderiță și-a schimbat poziția devenind separatist. 
În martie 1856 Toderiță este trimis de comitetul antiunionist din Moldova la Constantinopol pentru a propune reforme ale Regulamentului Organic, a corecta hotărârile Conferințelor de la Constantinopol contrare intereselor economice ale Principatelor, cum ar fi permiterea vânzării terenurilor la străini fără condiții clare și pentru a acționa în favoarea unei Căimăcămii de trei prin care s-ar evita concentrarea puterii într-o singură mână, susținându-i, printre alții și pe antiunionistul Teodor Balș. Comitetul antiunionist aveau încă un argument împotriva unirii Principatelor: trecerea Rusiei de partea unirii Principatelor. Rusiei îi trebuia „în Principatele Unite un Rege neatârnat care, din orice casă regală europeană ar fi ales, mai curând sau mai târziu ar deveni instrumentul Rusiei“ . Ca victorie a partidei antiunioniste, în iulie 1856 Teodor Balș este numit Caimacam al Moldovei care, pentru a-și arăta recunoștința, îl numește pe Toderiță postelnic, membru al Divanului domnesc.
Teodor Râșcanu a ajuns astfel în contratimp cu frații săi de luptă și a încetat să participe la procesul de constituire a României finalizat sub cârma propriului său nepot de văr, Alexandru Ioan Cuza. Dilema politică în care se afla, sfâșierile interioare și apoi neînțelegerile familiale i-au provocat întunecarea minții și în final decesul.
Viața revoluționarului Teodor Râșcanu a fost transpusă în romanul istoric și biografic Răzvrătitul Toderiță de către nepotul său, scriitorul și publicistul Theodor Râșcanu.